# King Dave
Pour plus de détails, voir Fiche technique et Distribution.
King Dave est un film québécois réalisé par Podz, sorti en 2016 et mettant en vedette Alexandre Goyette.
Il s'agit de l'adaptation de la pièce de théâtre éponyme d'Alexandre Goyette. Le film est constitué d'un plan-séquence de 90 minutes se déroulant sur 9 kilomètres et dans 20 lieux différents. Le film a été tourné à cinq reprises.

## Synopsis
Dave se prend pour un roi, mais quand il perd une bagarre contre un homme qui avait touché sa copine, il tombe dans l'humiliation. Laissé par sa copine, il se jure de retrouver l'homme en question. Sa peine d'amour le conduit dans une spirale infernale.

## Fiche technique
- Titre original : King Dave
- Réalisation : Podz (Daniel Grou)
- Scénario :  Alexandre Goyette, d'après sa pièce de théâtre éponyme
- Musique : Milk & Bone
- Conception artistique : André Guimond
- Costumes : Valérie Lévesque
- Maquillage : Catherine Beaudoin
- Coiffure : Mathieu Tessier
- Photographie : Jérôme Sabourin
- Son : Michel Lecoufle, Stephen de Oliveira, Sylvain Brassard
- Production : Nicole Robert
- Société de production : Go Films
- Société de distribution : Les Films Séville
- Budget : 4,7 millions $ CA[4]
- Pays de production :  Canada
- Tournage : mai 2015 à Montréal
- Langue originale : français
- Format : couleur
- Genre : Drame
- Durée : 99 minutes
- Dates de sortie :
  - Canada : 
    - 14 juillet 2016 (première en ouverture de la 20e édition de FanTasia)
    - 15 juillet 2016 (sortie en salle au Québec)

## Distribution
- Alexandre Goyette : Dave Morin
- Karelle Tremblay : Nathalie
- Mylène St-Sauveur : Isabelle
- Kémy St-Éloy : Stanley
- Philippe Boutin : Marc
- Micheline Bernard : mère de Dave
- Moe Jeudy Lamour : Ali / chef des black
- Élie Stuart : Dave jeune
- Lise Roy : vieille écolo
- Jean-François Beaupré : policier dans le parc
- Youssef Camara : Fix
- Marie-Lyne Joncas : barmaid du bar branché
- Mathieu Baron : motard